# Грамматика сложения деревьев
Грамматика сложения деревьев (англ. tree-adjoining grammar, TAG) — это формальная грамматика, придуманная Аравиндом Джоши. Эта грамматика обобщает контекстно-свободную грамматику тем, что элементарной единицей в правилах вывода являются деревья, а не отдельные символы. Таким образом грамматика определяет правила замены узлов дерева на поддеревья (см. дерево в теории графов и дерево в информатике).

## История
TAG возникла как результат исследований Джоши и его студентов семейства грамматик присоединения.
Грамматики присоединения хорошо подходят для разбора фраз, включающих основное слово и множество зависимых, сужающих смысл основного, слов (например, «очень большой дом»). Однако они недостаточно ясно характеризуют фразы, в которых ни одно слово не может нести функцию всей конструкции. То же самое относится к грамматике с фразовой структурой. В 1969 году Джоши представил семейство грамматик, которое использует эту взаимодополняемость путём смешивания двух типов правил. Это семейство не является частью иерархии Хомского и относится к слабо контекстно-зависимым грамматикам, то есть по порождающим свойствам сильнее контекстно-свободных грамматик, но слабее контекстно-зависимых. Грамматики сложения деревьев слабо эквивалентны линейным индексированным грамматикам, комбинаторным категорным грамматикам и заголовочным грамматикам (для любой грамматики сложения деревьев можно сконструировать соответствующую ей грамматику из любого из этих трёх семейств, которая будет порождать те же строки).

## Описание
Правило TAG — это дерево с узлом-листом, к которому может быть прикреплено слово (LTAG).
Есть два вида деревьев: «начальные» (часто обозначаются как '{\displaystyle \alpha }') и «вспомогательные» ('{\displaystyle \beta }'). Начальные деревья представляют основные валентности фразы, в то время как вспомогательные деревья позволяют использовать рекурсию.
У вспомогательных деревьев верхний узел и узел-лист помечены одним и тем же символом.
Замены начинаются с начального дерева и производятся путём замещения или присоединения. Замещение заменяет узел на дерево, верхний узел которого помечен тем же символом, что и заменяемый. Присоединение вставляет вспомогательное поддерево в центр дерева.
Вспомогательное дерево должно быть помечено той же меткой, что и узел, к которому оно присоединяется.